# Euroleon parvus
Euroleon parvus är en insektsart som beskrevs av Hölzel 1972. Euroleon parvus ingår i släktet Euroleon och familjen myrlejonsländor. Inga underarter finns listade i Catalogue of Life.